# コンツァー・ブリュッケの戦い
コンツァー・ブリュッケの戦い（コンツァー・ブリュッケのたたかい、ドイツ語: Schlacht an der Konzer Brücke）は仏蘭戦争中の1675年8月11日、フランス王国と神聖ローマ帝国の間で行われた戦闘。帝国軍が勝利した。

## 背景
1675年、ライモンド・モンテクッコリ率いる帝国軍とテュレンヌ子爵率いるフランス軍はフィリップスブルクとストラスブールの間を行軍、相手を出し抜いてライン川を渡って進撃しようとした。この行軍ではテュレンヌが一枚上手で7月27日にザスバッハの戦いを優勢のうちに挑んだが、彼は不幸にも砲弾に直撃され戦死した。
指揮官を失ったフランス軍は全ての優勢を放棄して撤退、モンテクッコリはその後を追撃してライン川の向こうに追い返し、ほぼヴォージュ山脈まで追った。
一方、ロレーヌ公シャルル4世率いる帝国軍はテュレンヌが1673年秋に占拠していたトリーアを包囲していた。

## 戦闘
トリーアへの救援にフランソワ・ド・クレキ率いる1万5千人と大砲11門が派遣されたが、コンツにあるザール川の橋で足止めされた。
帝国軍はグラナ侯爵オットーネ・エンリコ・デル・カレットを派遣して現代でグラナエーヘと呼ばれる山を占領させた。さらに軍の一部を割いてコンツで渡河させ、また一部はポンツーンで渡河した。帝国軍はその後フランス軍の軍営を攻撃したが、3時間続いた戦闘は決着がつかなかった。そこでグラナはちょうどいいタイミングで右翼を率いて攻撃、フランス軍は全ての大砲と台車を捨てて逃走した。帝国軍はフランス軍を50キロメートル以上追撃した。

## その後
クレキはなんとかトリーアに入城して指揮を執ったが、9月9日には降伏を余儀なくされた。
1892年、ドイツ皇帝ヴィルヘルム2世はこの戦闘の戦場に「グラナデンクマール」（Granadenkmal）という記念碑を建てたが、それはグラナを記念するものではなく、ドイツ統一を記念するものだった。